# Віллем II
Віллем II (Вільгельм; нід. Willem II, нім. Wilhelm II., фр. Guillaume II, Віллем Фредерік Георг Лодевейк, 6 грудня 1792, Гаага, Королівство Нідерланди — 7 березня/17 березня 1849, Ньівекерк, Королівство Нідерланди) — король Нідерландів та великий герцог Люксембурзький (7 жовтня 1840 — 17 березня 1849), герцог Лімбурзький, старший син і спадкоємець короля Віллема I.

## Освіта, наполеонівські війни
Виховувався у Берлінській військовій академії, завершив освіту в Оксфордському університеті і в 1811 вступив підполковником на іспанську службу. Як нідерландський принц-спадкоємець командував у 1815, під час Ста днів, нідерландськими військами. Віллем показав свою мужність та військові здібності особливо при Катр-Бра і у битві під Ватерлоо, в якій був поранений у плече. Нагороджений 3 липня 1815 орденом св. Георгія 2-го ст. № 75 «За участь у битві при Ватерло».
У Петербурзі в 1816 поєднувався шлюбом із сестрою імператора Олександра I, великою княжною Анною Павлівною (1795—1865). До приїзду принца юний Пушкін написав на замовлення вірші «Принцу Оранському».

## Участь у бельгійських подіях
Коли у 1830 спалахнула революція у Бельгії, принц Оранський негайно вирушив до Антверпена та звідти 1 вересня — у Брюссель, де своєю появою справив сприятливе враження. Попри це, принц опинився у такому скрутному становищі, що перевищив свої повноваження і 16 жовтня визнав свободу Бельгії. Король скасував повноваження принца, який поїхав до Англії. Наступного року він знову прийняв командування над нідерландськими військами та вів війну з успіхом, поки не був змушений відступити перед збройним втручанням Франції.
31 серпня 1831 отримав звання фельдмаршала Нідерландів та посаду головнокомандувача нідерландськими сухопутними військами.

## Правління

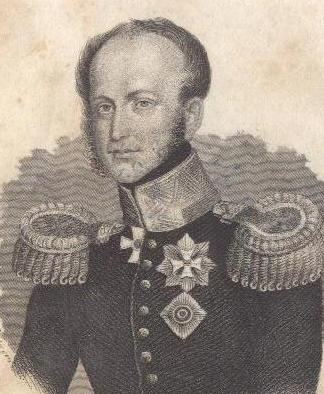
Віллем II — король Нідерландів та великий князь Люксембурзький. Портретна гравюра XIX століття

Прийнявши трон після зречення батька у 1840, Віллем став королем-великим князем та намагався поліпшити скрутне фінансове становище країни, але вагався дарувати політичні реформи, вимога яких ставала все голоснішою. Європейський революційний рух 1848 року зломив його опір. Він погодився на повну зміну конституції, фінансової та податкової систем, але не дожив до закінчення цих реформ та помер 17 березня 1849. Його наступником став син Віллем III.
Віллем II помер у своєму улюбленому місті Тілбурзі, де довго перебував зі своїм двором; його іменем названо міський футбольний клуб «Віллем II».

## Особисте життя
Вільгельм II мав низку стосунків як з чоловіками, так і з жінками, що призвело до шантажу. Про гомосексуальні стосунки, які Вільгельм II мав як кронпринц і як король, повідомляв тогочасний нідерландський журналіст Ейллерт Мітер. Король оточив себе слугами-чоловіками, яких він не міг звільнити через, як писав Мітер, «мерзенні мотиви» їхнього найму. Одним з його найближчих друзів був валлонський аристократ Альберік дю Шастель. Вільгельма II вперше шантажували за його інтимні стосунки з чоловіками у 1818 році. Після того, як нідерландська таємна поліція затримала шантажистів, їх заслали до нідерландських заморських колоній.